# Jeanne Léveillé
Pour les articles homonymes, voir Léveillé.
Jeanne Léveillé, née Jeanne Assassin le 15 juin 1909 à Blois (Loir-et-Cher) et morte le 5 août 2002 à Orsay, est une femme politique française. Elle est députée communiste de l'Oise à l'Assemblée constituante de 1945.

## Biographie
Fille d'un instituteur, institutrice elle-même à Nogent-sur-Oise puis à Thiescourt (Oise), militante syndicale, elle s'engage comme son époux Edmond Léveillé, instituteur lui aussi, au sein du Parti communiste français, et milite dans la région de Noyon au moment du Front populaire. Comme lui, elle est révoquée de l'enseignement en mars 1940. Pendant l'occupation nazie, Edmond intègre la résistance au sein du mouvement Libération-Nord. Arrêté par l’occupant à Amiens en avril 1944, il est fusillé le 25 mai,.
Candidate à la députation de l'Oise à la Première Assemblée constituante, en octobre 1945, elle est placée en seconde position sur la liste présentée par le Parti communiste français, ce qu'elle doit pour une large part à son activité résistante. Organisatrice de l'activité communiste vers les femmes, elle représente l'Union des femmes françaises au Comité départemental de la Libération de l'Oise en 1944.
Elle fait partie des 33 premières femmes députées de l'histoire française et est également la première femme députée du département de l'Oise.
Elle ne se représente pas en juin 1946, moment où elle se remarie avec un jeune résistant FTP et se consacre à l'enfant légèrement handicapé qu'ils viennent d'avoir. Elle reprend son métier d'institutrice à Fresnoy-en-Thelle, et termine sa carrière en tant que directrice d'école. En novembre 1962 elle est candidate communiste suppléante aux élections législatives dans le 1re circonscription de l'Oise, puis candidate en 1965 aux élections municipales à Beauvais.